# Alicia Bárcena Ibarra
Alicia Bárcena Ibarra, née le 5 mars 1952 à Mexico, est une diplomate mexicaine.
Elle est secrétaire aux Affaires étrangères du Mexique de juillet 2023 à septembre 2024 au sein du gouvernement gouvernement Andrés Manuel López Obrador, puis secrétaire à l'Environnement et aux Ressources naturelles au sein du gouvernement Claudia Sheinbaum depuis octobre 2024.

## Biographie
Elle est directrice du cabinet du secrétaire général des Nations unies et membre du Conseil de gestion (SMG - Senior Management Group) du 1er mai 2006 au 31 décembre 2006.
Titulaire d'une maîtrise d'administration publique de l'université Harvard, elle enseigne en botanique, en ethnobotanique et en écologie.
Jusqu'en 1995, elle est directrice et la fondatrice du Conseil de la Terre au Costa Rica, une ONG qui suit des accords signés lors du sommet de la Terre 1992 (conférence des Nations unies sur l'environnement et le développement - CNUED) en 1992 à Rio de Janeiro au Brésil.
Elle est aussi secrétaire exécutive adjointe de la Commission économique pour l'Amérique latine et les Caraïbes (CEPALC), chef de la division de l'environnement et des établissements humains de la CEPALC et coordonnatrice du Programme des Nations unies pour l'environnement (PNUE) ainsi que conseillère du Programme des Nations unies pour le développement (PNUD).